# 메리다 인더스트리
메리다 인더스트리(Merida Industry Co., Ltd, MIC, 중국어: 美利達工業) 또는 메리다 자전거(Merida Bikes)는 독일에 R&D 본사를 둔 대만 기반 회사로 전 세계 77개국 이상에서 자전거를 설계, 제조 및 판매하고 있다. 1972년 청딩황(曾鼎煌, 1932-2012)이 설립한 이 회사는 대만, 중국, 독일에 있는 공장에서 연간 200만 대가 넘는 자전거를 설계하고 제조한다. 2012년 1월 청딩황이 사망한 후 그의 아들 청쑹주(曾崧柱)가 회사의 사장이 되었다.
수많은 다른 브랜드의 OEM으로 자전거를 제작한 후, 회사는 1988년에 자체 브랜드인 메리다를 설립했다. 현재 회사는 주로 자체 브랜드와 금전적 이해관계를 공유하는 브랜드(이제 독일 브랜드 센투리온(Centurion)을 포함)를 위해 자전거를 디자인하고 제조하고 있다.
메리다는 1992년부터 대만 증권 거래소에 상장된 기업으로, 2012년 기준 약 3억 5천만 파운드의 가치로 평가되는 대만 최대 기업 중 하나이다.
메리다라는 이름은 대략 세 음절인 메이리다(měi-lì-dá)를 번역한 것에서 유래되었으며, 이는 고객이 목적지까지 갈 수 있도록 해주는 자전거를 제조하려는 회사의 목표를 반영한다.